# Мамонтов, Пётр Иванович
Пётр Ива́нович Ма́монтов (2 (14) января 1827 — 1 (13) июня 1891) — русский артиллерист, генерал-лейтенант, начальник Тульской оружейной школы, командир Бендерской, Динабургской и Варшавской крепостных артиллерий.

## Биография
Потомственный дворянин. Уроженец Могилёвской губернии.
Образование получил в Дворянском полку и из воспитанников этого полка в службу вступил прапорщиком в 12-ю полевую артиллерийскую бригаду в 1845 году, в которой был зачислен в «лёгкую № 8 батарею». С 1846 по 1847 годы включительно проходил службу в 11-й артиллерийской бригаде. Но в конце 1847 года вновь был направлен в 12-ю полевую артиллерийскую бригаду.
И в составе этой бригады в 1849 году участвовал в подавлении венгерского восстания 1848—1849 г.г. 15 мая 1849 года он в составе колонны под командованием генерал-лейтенанта Х. Н. Бушена перешёл границу с Австрией у местечка Радзивилов, затем перешёл Карпаты у местечка Грабб. Участвовал в сражении при занятии русскими войсками города Дебречин в составе войск под командованием генерал-лейтенанта М. И. Чеодаева. При движении отряда М. И. Чеодаева к Мишкольцу вступил в сражение с мятежниками Гёргея при селении Зольче. Там он получил очередной чин подпоручика. После окончания этой кампании он был удостоен своей первой награды — серебряной медали «За усмирение Венгрии и Трансильвании».
В марте 1852 году П. И. Мамонтов был прикомандирован к Дворянскому полку. Но уже через полгода он вновь вернулся в «родную 12-ю» по собственному желанию. Однако «по воле начальства был отправлен к месту служения по случаю перевода в батарейную № 2 батарею 16-й артиллерийской бригады» 11 января 1853 года. Эта бригада дислоцировалась в Одесском военном округе. В 1853 году получил чин поручика.
В 1854 году последовала вторая военная кампания. Участвовал в сражении при уничтожении английского фрегата «Тигр». За этот бой поручик П. И. Мамонтов был удостоен боевого ордена — Святой Анны 4-й степени с надписью «За храбрость». В послужном списке генерала П. И. Мамонтова об этом событии говорится:

«…В войну против соединённых сил Англии, Франции, Турции и Сардинии во вторую кампанию был в действительном сражении, 30 Апреля 1854 г. при пленении и истреблении английского пароходо-фрегата „Тигр“ около Одессы; …в перестрелке против трёх английских пароходов у остова пароходо-фрегата „Тигр“ около г. Одессы и потом в отдельном отряде в колонии Люстдорфа близ г. Одессы… Награждён орденом Святой Анны 4 степени с надписью за „храбрость“ за отличие оказанное в сражении 30 Апреля 1854 года при истреблении пароходо-фрегата „Тигр“…
— Послужной список командира Варшавской крепостной артиллерии генерал-майора П. И. Мамонтова. 
 Российский государственный военно-исторический архив (РГВИА) . Фонд № 400, опись № 17, 
дело № 5437 «Послужной список Генерал-Майора П. И. Мамонтова»
В рапорте командира 3-го пехотного корпуса генерал-адъютанта барона Д. Е. Остен-Сакена Главнокомандующему действующей армии и всеми войсками на Западной и Южной границах генерал-фельдмаршалу и кавалеру князю Варшавскому графу Паскевичу-Эриванскому о подвиге П. И. Мамонтова говорится следующее:

»…Представляя у сего два списка о Генералах, Штаб и Обер-офицерах и нижних чинах, оказавшим особыя отличия в деле 30-го Апреля при истреблении парохода фрегата «Тигр», пленении его экипажа и отражении двух пароходов пришедших к нему на помощь, имею честь почтительнейше испрашивать Вашу Светлость о удостоении их к наградам… 16-й артиллерийской бригады батарейной № 2 батареи поручика Петра Иванова Мамонтова за отличное мужество, неустрашимость и меткую стрельбу к ордену Святой Анны 4-й степени с надписью за храбрость"
— Рапорт барона Д. Е. Остен-Сакена генерал-фельдмаршалу И. Ф. Паскевичу. 
 Российский государственный военно-исторический архив (РГВИА) . Фонд № 9196, опись № 9/268,
 дело № 36 «О награждении чинов за дело под Одессою при истреблении парохода Тигра 30-го Апреля»
С 1855-й по 1859-й годы проходил службу на командных должностях в 3-й резервной артиллерийской и 7-й артиллерийской бригадах. Тогда же получил чин штабс-капитана. С 1859-го по 1863-й годы состоял в должности командира окружной школы Западного крепостного артиллерийского округа. С 1863-го по 1867-й годы проходил службу в должности «заведывающего» оружейной мастерской в Новогеоргиевской и Варшавской крепостных артиллериях. Эти оружейные мастерские занимались переделкой повреждённого в ходе боевых действий и вышедшего из строя в результате неправильной его эксплуатации в «частях войск» (войсковых частях) оружия, а также исправлением бракованного или имеющего определённые недостатки нового оружия, получаемого с оружейных заводов. По сути это были небольшие оружейные фабрики, ежегодно поставляющие в войска десятки тысяч переделанных и исправленных единиц стрелкового оружия.
В 1867 году П. И. Мамонтов был назначен командиром Лаборатории Рижского военного округа.
Лаборатория военного округа (в Российской Империи) — войсковая часть технического обеспечения войск окружного подчинения, занимающаяся отпуском в войска учебных припасов, приготовлением картечей, бумажных патронов и прочих огнестрельных припасов, а также разрядкой негодных и вышедших из употребления зарядов и патронов.
На ответственную должность заведующего оружейной мастерской назначались офицеры, в совершенстве знающие правила работы с различными боеприпасами, так как от их знаний и умений зависела жизнь подчинённых им людей. Кроме этого, своевременная подача в войска «различных огнестрельных припасов» определяла дальнейшую боеготовность войсковых частей.
Большой опыт работы с оружием и боеприпасами, великолепное знание образцов оружия, высокие командирские и педагогические качества П. И. Мамонтова (ставшего к тому времени уже подполковником), видимо, стали решающими при выборе кандидатуры на должность начальника вновь создаваемой в 1869 году Тульской оружейной школы. Это было качественно новое военно-учебное заведение артиллерийского ведомства. Здесь должны были готовить оружейных мастеров — специалистов по ремонту оружия в войсковых частях. Непосредственно создание школы легло на плечи подполковника П. И. Мамонтова. И он блестяще справился с этой задачей. В короткие сроки было найдено помещение для школы, которое лично распорядился выделить для неё командир Тульского оружейного завода генерал-лейтенант В. В. фон Нотбек.
П. И. Мамонтов создал коллектив единомышленников в лице наблюдающего за обучением поручика В. С. Страхова, который был его подчинённым в Лаборатории Рижского военного округа, старшего учителя титулярного советника Николая Павловича Захаво, учителей Николая Константиновича Васильева и Ивана Андреяновича Круглова. П. И. Мамонтов заложил в основу отношений преемственность поколений офицеров и чиновников школы. Так, спустя несколько лет В. С. Страхов сменил на посту начальника школы самого П. И. Мамонтова, а Н. К. Васильев В. С. Страхова на посту наблюдающего за обучением. Наиболее одарённые выпускники школы вернулись в неё на должности старших и младших учителей, в частности выдающийся конструктор стрелкового оружия И. А. Комарицкий.
Согласно Положению о специальных школах артиллерийского ведомства начальник школы обладал правами командира полка. На этой должности он был обязан,:

— надзирать за ходом обучения и воспитания учеников, за внешним порядком и благосостоянием вверенного ему учебного заведения и за точным соблюдением всеми служащими всех правил, постановленных для школы; 

— преподавать в старшем классе теорию ручного огнестрельного оружия;

— наблюдать за удобным помещением и хорошим содержанием учеников у оружейных мастеров. Ведь ученики школы размещались на квартирах у заводских мастеровых или родственников самих учеников. 

А те обязаны были «снабжать помещённых у них учеников… пищею, одеждою и всем необходимым для опрятности» за плату, определённую табелем.

В кратчайшие сроки были обустроены все необходимые для учёбы аудитории: классы, мастерские, различные специальные кабинеты и библиотека.
В 1874 году состоялся первый выпуск оружейных мастеров из стен Тульской оружейной школы. Создать военно-учебное заведение с нуля, в короткий срок — это был небольшой подвиг, совершённый первым начальником Тульской оружейной школы Петром Ивановичем Мамонтовым. За «понесенные труды по созданию Тульской оружейной школы и организации в ней последующего обучения учеников мастерствам и наукам» он был досрочно «произведен в полковники» в 1872 году. А Тульская оружейная школа впоследствии стала ведущим военно-учебным заведением России по подготовке оружейных мастеров. Спустя многие годы после нескольких преобразований она превратилась в ведущее военно-учебное заведение современной России, осуществлявшего подготовку офицеров-инженеров по эксплуатации ракетно-артиллерийского вооружения — Тульский артиллерийский инженерный институт.
В период с 1879-го по 1891-й годы П. И. Мамонтов занимал должности командира крепостных артиллерий, последовательно — Бендерской, Динабургской и Варшавской. В 1883 году, при командовании Динабургской крепостной артиллерией, ему был присвоен чин генерал-майора. По состоянию здоровья он был отправлен в отставку с «награждением очередным чином (генерал-лейтенанта), с мундиром и пенсиею» в 1891 году.
Старший сын П. И. Мамонтова Владимир (1866—1916) впоследствии дослужился до чина генерал-лейтенанта и погиб на фронтах 1-й мировой войны от осколка снаряда. Посмертно награждён чином генерала от артиллерии.
Средний сын Петра Ивановича Николай Петрович Мамонтов (1884—?) участвовал в двух войнах: с Японией в 1904—1905 гг. и в 1-й мировой. Полковник. Кавалер ордена Святого Георгия 4 степени и золотого Георгиевского оружия за храбрость. Командир 1-й чехословацкой дивизии.
Младший сын майор Борис Петрович Мамонтов (1889—1941), будучи преподавателем артиллерии на Дзержинских курсах усовершенствования начсостава запаса РККА, в 1937 году был арестован, обвинён в шпионаже и агитации за свержение Советской власти. Особым совещанием он был приговорён к 8-ми годам исправительно-трудовых лагерей. Умер в лагере в 1941 году.
Сам Пётр Иванович Мамонтов умер вскоре после выхода в отставку в Варшаве в 1891 году, 1 (13) июня 1891. Похоронен в Варшаве на Вольском православном кладбище.

## Награды
- Орден Святой Анны 4-й степени с надписью «За храбрость» 2 сентября 1854 г.
- Орден Святого Станислава 3-й степени 10 марта 1857 г.
- Орден Святой Анны 3-й степени 17 апреля 1863 г.
- Орден Святого Станислава 2-й степени 15 июля 1865 г.
- Императорская корона к сему ордену 31 марта 1868 г.
- Орден Святого Владимира 4 степени с бантом за 25 лет 22 сентября 1870 г.
- Досрочное присвоение чина полковник 16 апреля 1872 г.
- Орден Святой Анны 2-й степени 30 августа 1875 г.
- Орден Святого Владимира 3-й степени 21 апреля 1875 г.
- Присвоение чина генерал-майор 15 мая 1883 г.
- Знак отличия за XL лет беспорочной службы[14] 22 августа 1888 г.
- Орден Святого Станислава 1-й степени 22 августа 1889 г.
- Присвоение чина генерал-лейтенант (при выходе в отставку) 4 февраля 1891 г.
- Три медали:

 — серебряная Медаль «За усмирение Венгрии и Трансильвании»,
 — светлобронзовая на Андреевской ленте Медаль «В память войны 1853—1856»,
 — светлобронзовая Медаль «За усмирение польского мятежа» 1863—1864 гг.

## Послужной список
- В службу вступил прапорщиком артиллерии с 10 августа 1845 г.
- Подпоручик полевой пешей артиллерии с 3 июня 1849 г.
- Поручик полевой пешей артиллерии со 2 сентября 1853 г.
- Штабс-капитан полевой пешей артиллерии с 28 августа 1858 г.
- Капитан полевой пешей артиллерии с 3 сентября 1861 г.
- Подполковник полевой пешей артиллерии с 29 августа 1867 г.
- Полковник полевой пешей артиллерии с 16 апреля 1872 г.
- Генерал-майор полевой лёгкой артиллерии с 15 мая 1883 г.
- Генерал-лейтенант полевой лёгкой артиллерии с 4 февраля 1891 г.

## Должностной список и места службы
- Киевский военный округ. 12-я полевая артиллерийская бригада с 10 августа 1845 года по 19 января 1846 года.
- Киевский военный округ. 11-я артиллерийская бригада с 19 января 1846 года по 19 декабря 1847 года.
- Киевский военный округ.12-я полевая артиллерийская бригада с 19 декабря 1847 года по 31 мая 1852 года.
- Прикомандирован к Дворянскому полку с 31 мая 1852 года по 26 декабря 1852 года.
- Киевский военный округ. Отчислен обратно к месту служения в 12-ю артиллерийскую бригаду по собственному желанию с 26 декабря 1852 года по 11 января 1853 года.
- 16-я артиллерийская бригада с 11 января 1853 года по 17 августа 1855 года.
- 3-я резервная артиллерийская бригада 6-й артиллерийской дивизии с 17 августа 1855 года по 4 декабря 1856 года.
- Варшавский военный округ. 7-я артиллерийская бригада с 4 декабря 1856 года по 11 апреля 1859 года.
- Командир окружной школы Западного крепостного артиллерийского округа с 11 апреля 1859 года по 3 октября 1863 года.
- Заведующий оружейной мастерской Ново-Георгиевской крепостной артиллерии с 3 октября 1863 года по 7 января 1864 года.
- Заведующий оружейной мастерской Варшавской крепостной артиллерии с 7 января 1864 года по 7 марта 1867 года.
- Рижский военный округ. Командир Лаборатории Рижского военного округа с марта 1867 года по 13 ноября 1869 года.
- Начальник Тульской оружейной школы с 13 ноября 1869 года по 22 января 1879 года.
- Командир Бендерской крепостной артиллерии с 22 января 1879 года по 13 апреля 1882 года.
- Командир Динабургской (Двинской) крепостной артиллерии с 13 апреля 1882 года по 30 июня 1884 года.
- Командир Варшавской крепостной артиллерии с 30 июня 1884 года по 4 февраля 1891 года.
- Выход в отставку 4 февраля 1891 года.

## Аттестационный список по 19 декабря 1890 года
Православного вероисповедания. 

Женат вторым браком на дочери коллежского советника Михайлова девице Ольге Дмитриевне. 

У него сыновья: от первого брака Владимир, родившийся 19 сентября 1866 года и Николай, родившийся 17 августа 1884 года и от второго брака Борис, родившийся 5 ноября 1889 года (когда П. И. Мамонтову исполнилось 62 года). 

В гражданской службе и по выборам дворянства не служил. 

ВЫСОЧАЙШИХ рескриптов не получал. 

По роду оружия без должности не состоял. 

В плену у неприятеля, в запасе и в отставке не был. 

Был в делах против неприятеля в кампаниях 1849, 1854 г.г. 

По случаю войны в Венгрии в 1849 году, находился в походе к западным пределам Империи и за её пределами с 15 мая по 13 августа 1849 года. 

Был в сражениях: в первую кампанию у г. Дебречина и селении Зольче, во вторую кампанию около Одессы при пленении и истреблении английского пароходо-фрегата «Тигр».
Ранен не был. 

Особых поручений сверх прямых обязанностей по ВЫСОЧАЙШИМ повелениям и от начальства не имел.
Дисциплинирован, взысканиям соединённым с ограничением по службе, не подвергался. 

Под судом и следствием не был. 

За ним, за родителями его и за женою, недвижимое имущество, родовое или приобретенное не значится.